# Piero Gobetti

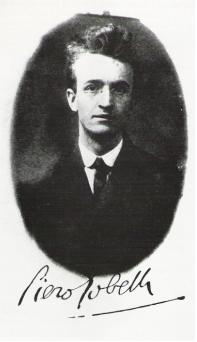
Piero Gobetti, c. 1920

Piero Gobetti (19 de junho de 1901, Turim – 15 de fevereiro de 1926, Neuilly-sur-Seine) foi um jornalista italiano, intelectual liberal radical e antifascista. Ele foi um ativista e crítico excepcionalmente ativo nos anos de crise na Itália após a Primeira Guerra Mundial e nos primeiros anos do governo fascista.

## Morte e legado
Por sua rígida oposição ao fascismo, a revista de Gobetti foi encerrada e ele próprio foi atacado por bandidos fascistas. Ele foi espancado em 1925 e fugiu para Paris no início do ano seguinte. Ele morreu aos 24 anos em Neuilly-sur-Seine de ataque cardíaco em fevereiro de 1926, talvez causado pelos ferimentos que recebeu após o espancamento severo dos esquadristas fascistas.   Está sepultado no Cemitério Père Lachaise.
Após sua morte e apesar de seus relativamente poucos escritos, Gobetti tornou-se um símbolo do antifascismo liberal, inspirando intelectuais como Carlo Levi e Norberto Bobbio.